# École de Bristol
L'École de Bristol (ou École d'artistes de Bristol) est un terme appliqué rétrospectivement pour décrire l'association informelle et les œuvres d'un groupe d'artistes travaillant à Bristol, en Angleterre, au début du XIXe siècle . Elle est principalement active dans les années 1820, bien que les origines et les influences de l'école aient été retracées sur la période plus large de 1810-1840 . Au cours de sa participation aux activités de l'école de Bristol, Francis Danby développe le style atmosphérique et poétique de la peinture de paysage. C'est ce qui initie sa période de grand succès à Londres dans les années 1820 
,.

## Formation

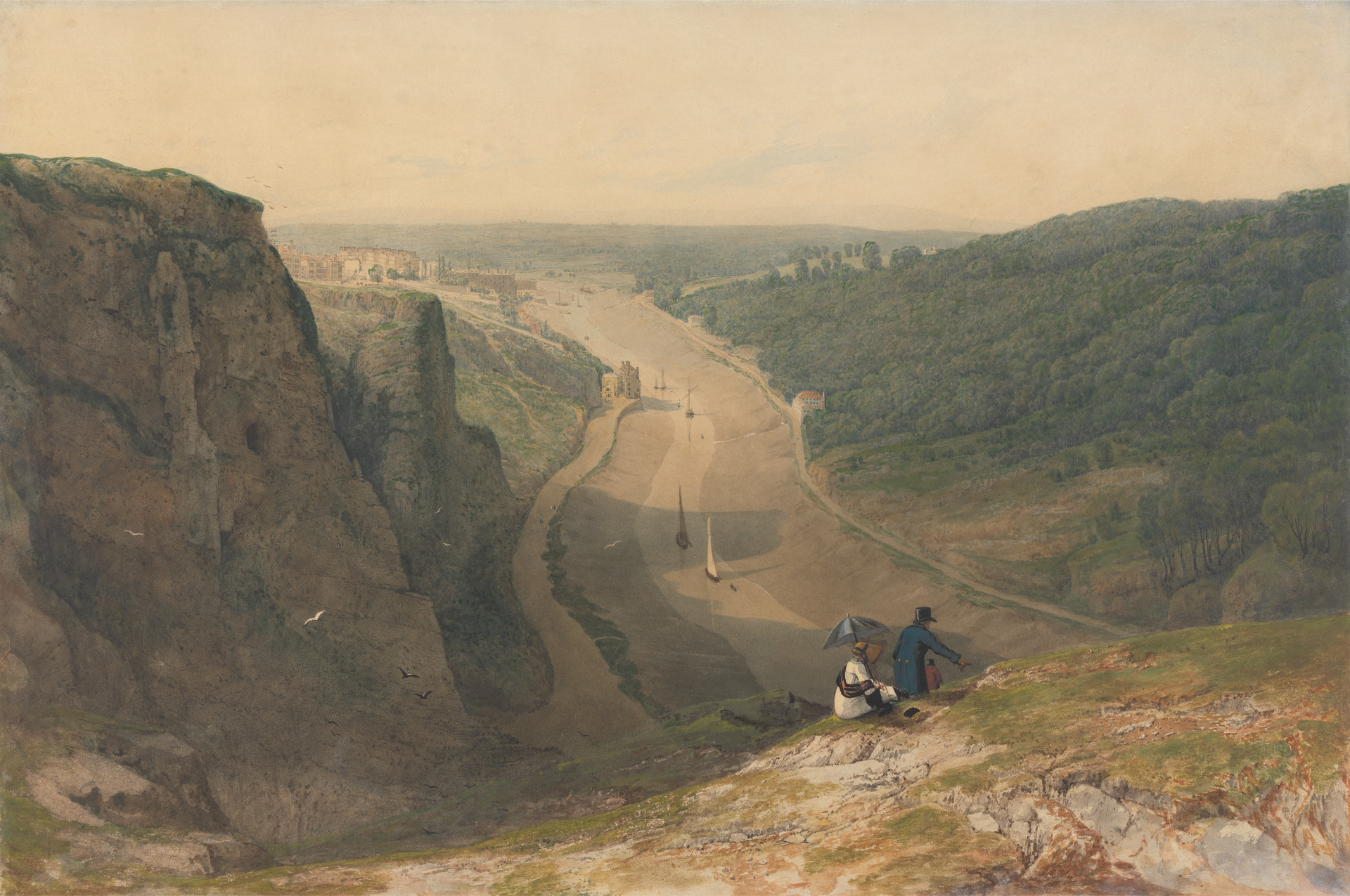
Francis Danby, Gorges de l'Avon, en direction de Clifton, v. 1820, aquarelle.

L'école se  forme d'abord autour d'Edward Bird quelques années avant sa mort en 1819 ,. Arrivé d'Irlande à Bristol en 1813 , Francis Danby y participe vers 1818-1819 et reste lié au groupe pendant une dizaine d'années ,, bien qu'il ait quitté Bristol pour Londres en 1824 . Les autres artistes impliqués sont Edward Villiers Rippingille, Samuel Jackson, James Johnson, Nathan Cooper Branwhite, William West, James Baker Pyne, George Arthur Fripp et Paul Falconer Poole .
Des artistes amateurs participent également. On trouve notamment John Eagles, Francis Gold et son frère Henry, le chirurgien John King et George Cumberland . Cumberland est un ami de William Blake et de nombreux membres importants de la Royal Academy . Parmi les mécènes de l'école figurent l'antiquaire George Weare Braikenridge et les industriels John Gibbons, Daniel Wade Acraman et Charles Hare .

## Activités

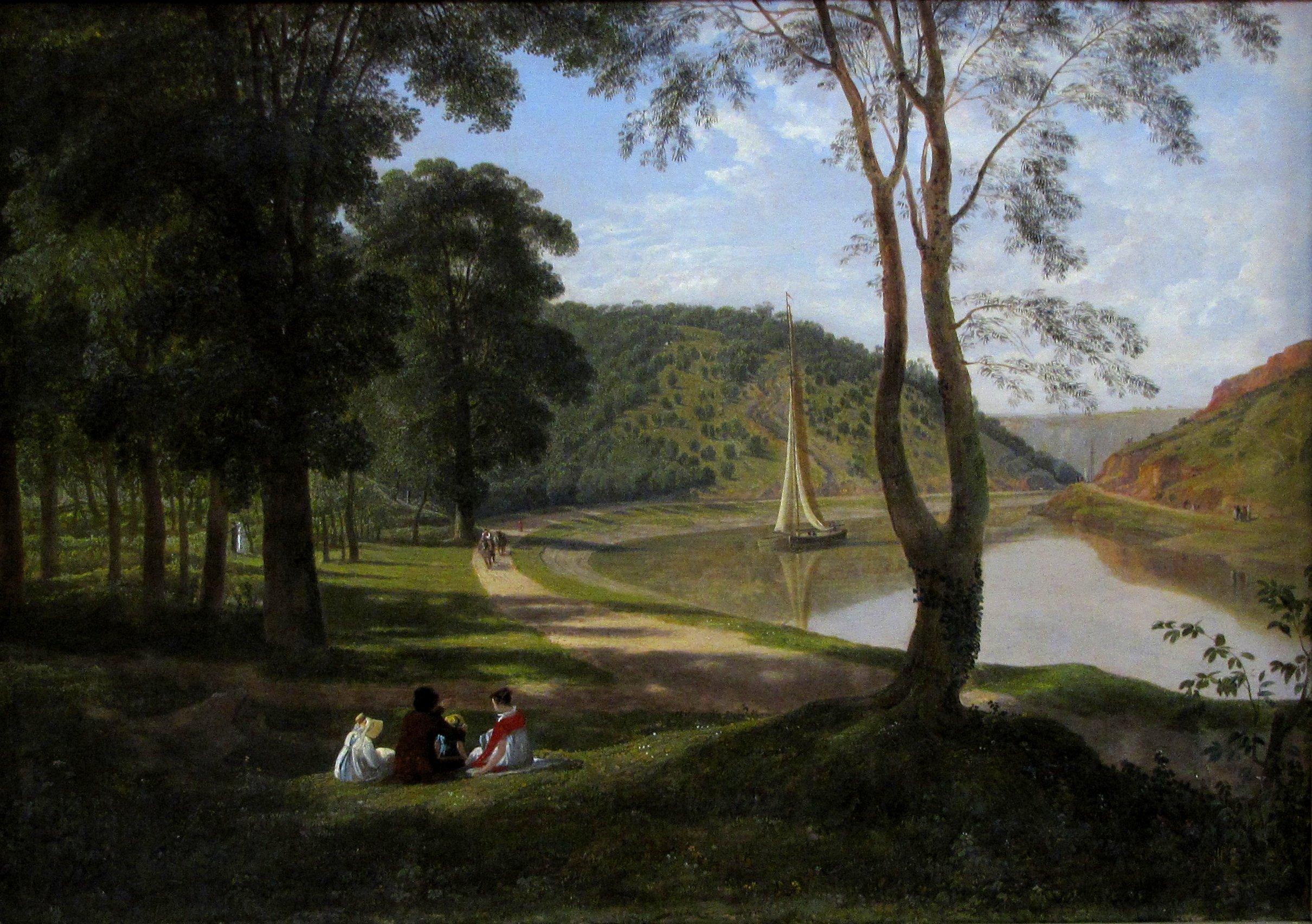
Francis Danby, Vue des Gorges de l'Avon, 1822, huile sur panneau.

Le groupe organise des réunions de dessin en soirée et des excursions de dessin dans des lieux pittoresques autour de Bristol, en particulier les gorges de l'Avon, les bois de Leigh, la vallée de Nightingale et la vallée de Stapleton . Une variation sur ce thème est Les gorges de l'Avon depuis le sommet de l'Observatoire (1834), une huile peinte par West depuis le point de vue de son propre observatoire sur Clifton Down .
Parmi les représentations d'excursions se déroulant dans ces paysages, citons Vue des Gorges d'Avon (1822) de Danby, L'entrée de la vallée de Nightingale (1825) de Johnson et Séance de dessin dans les bois de Leigh (vers 1828) de Rippingille . Les paysages imaginaires et fantaisistes en lavis monochrome sont des sujets courants des réunions du soir, s'inspirant généralement du paysage de Bristol ,.

Les Émeutes de Bristol sont également un sujet particulièrement prisé des peintres de l'école de Bristol. C'est notamment le cas de William James Müller qui réalise une série de peintures qui documente les émeutes et les incendies dans la ville de Bristol. Ellen Sharples, peintre anglaise vivant à Bristol durant les émeutes, écrit à ce sujet: 
Il y avait quelque chose de terrible dans les flammes et le calme parfait, aucune cloche ne sonna dans aucune église, comme c'est généralement le cas dans les incendies accidentels [...]
L'un des événements les plus importants pour l'école est la première exposition d'œuvres d'artistes locaux à la nouvelle Institution de Bristol en 1824 . Les organisateurs de cette exposition sont notamment Samuel Jackson, James Johnson, Edward Villiers Rippingille et Nathan Cooper Branwhite . Le cinquième organisateur est un second John King, artiste et ami de Danby de Dartmouth .
D'autres artistes travaillant à Bristol à cette époque ne semblent pas avoir participé aux activités de l'école. Il s'agit notamment de Rolinda Sharples , Samuel Colman  et de certains artistes topographes travaillant pour Braikenridge, tels que Hugh O'Neill , Thomas Leeson Scrase Rowbotham et Edward Cashin .

## Les années suivantes[Lesquelles?]
Les réunions de dessin en soirée durent au moins jusqu'en 1829, date à laquelle Danby participe à l'une d'entre elles alors qu'il est de retour à Bristol. Il affirme d'ailleurs que les réunions ne sont plus aussi fréquentées à cette époque .
Vers 1832-1833, une nouvelle série de réunions de croquis émerge. Au départ, cette nouvelle génération comprend William James Müller, Thomas Leeson Scrase Rowbotham, John Skinner Prout et Robert Tucker. Les réunions s'élargissent ensuite pour inclure davantage d'artistes. Pour autant, peu de dessins sont identifiés et attribués par rapport aux réunions des années 1820, et dans les années 1830, les œuvres de l'école de Bristol perdent de leur originalité. Parmi les autres participants aux réunions figurent probablement Samuel Jackson, Stephen C. Jones, James Baker Pyne, Henry Brittan Willis, W. Williams, Joseph Walter, George Arthur Fripp, Edmund Gustavus Müller  et William Evans . Ces réunions de croquis durent potentiellement jusque dans les années 1840 .
Le biographe de William James Müller, Nathaniel Neal Solly, décrit ces réunions de dessin comme un club formel; mais certains commentateurs pensent qu'il les a confondues avec la formation de la Bristol Society of Artists, qui organise sa première exposition en 1832 à la Bristol Institution. Cette exposition exposent de nombreuses œuvres de Samuel Jackson, James Johnson, Nathan Cooper Branwhite et William James Müller .

## Influence
Le style atmosphérique et poétique des paysages de Danby, initialement développé au sein de l'école de Bristol, est poussé à son paroxysme dans des œuvres telles que Une île enchantée (An Enchanted Island), Un pays de Rêves (A Land of Dreams), L'île des Naïades (The Naiads Isle) et Un jardin enchanté (An Enchanted Garden). Une île enchantée, exposée avec succès en 1825 à la British Institution, puis de retour à Bristol à la Bristol Institution, exerce à son tour une influence particulière sur les autres artistes de l'école de Bristol .
Cependant, l'exposition de 1832 de la Société des artistes de Bristol expose un certain nombre d'œuvres d'artistes de l'école de peinture de Norwich : John Sell Cotman, Miles Edmund Cotman et John Berney Crome . Certains historiens considèrent que John Sell Cotman a une grande influence sur l'œuvre ultérieure de William James Müller, plus que Danby ou d'autres artistes de l'école de Bristol, bien que Müller ait été l'apprenti de John Baker Pyne en 1827-1829/1830 . Pyne lui-même, dans la suite de sa carrière, ne reprend pas le style des paysages poétiques de Danby qu'il avait suivi pendant ses années à Bristol.

## Galerie d'œuvres

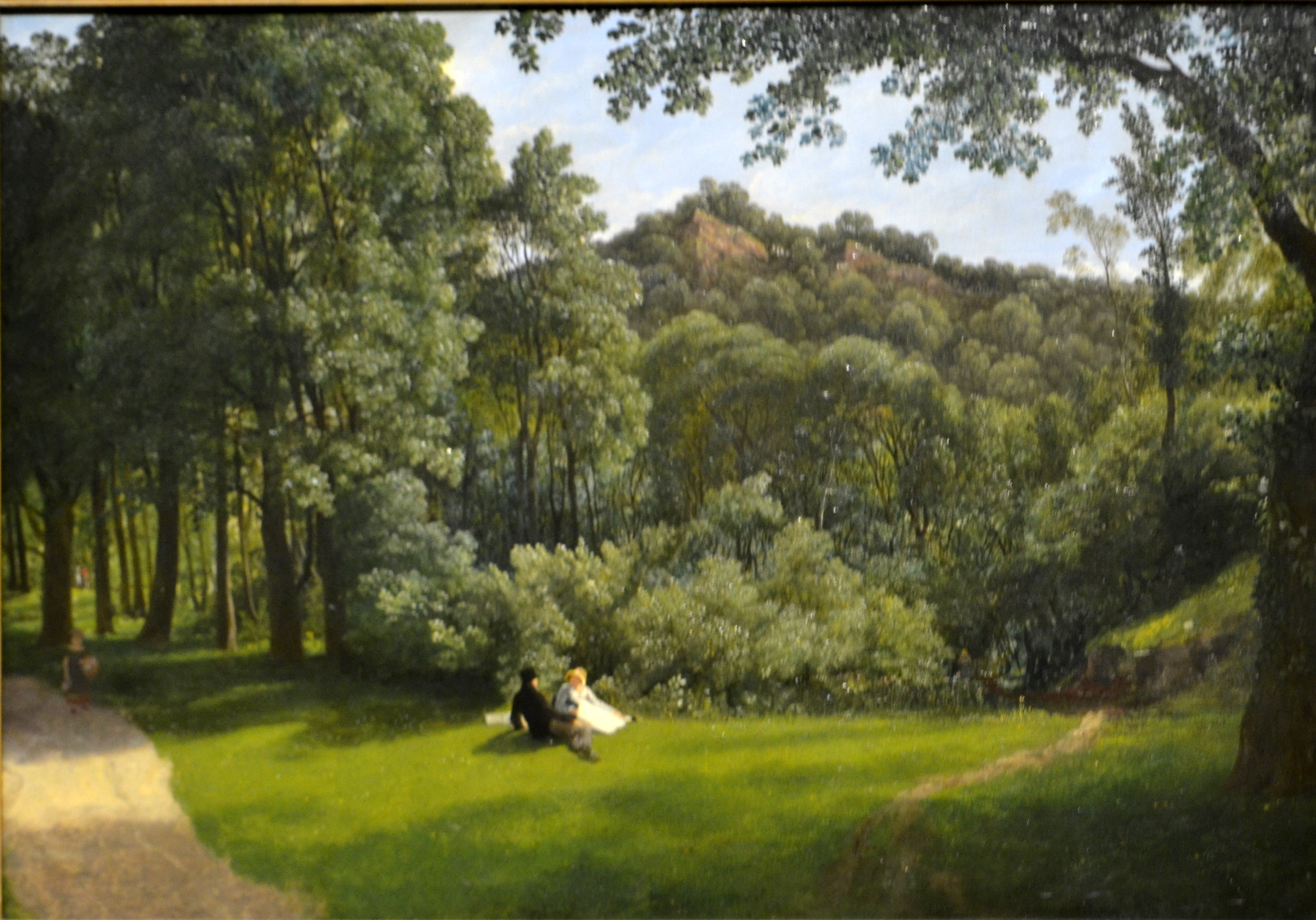
Francis Danby, Vue de Clifton depuis Leigh Woods, 1818-1820, huile sur panneau, Bristol, Museum and Art Gallery.
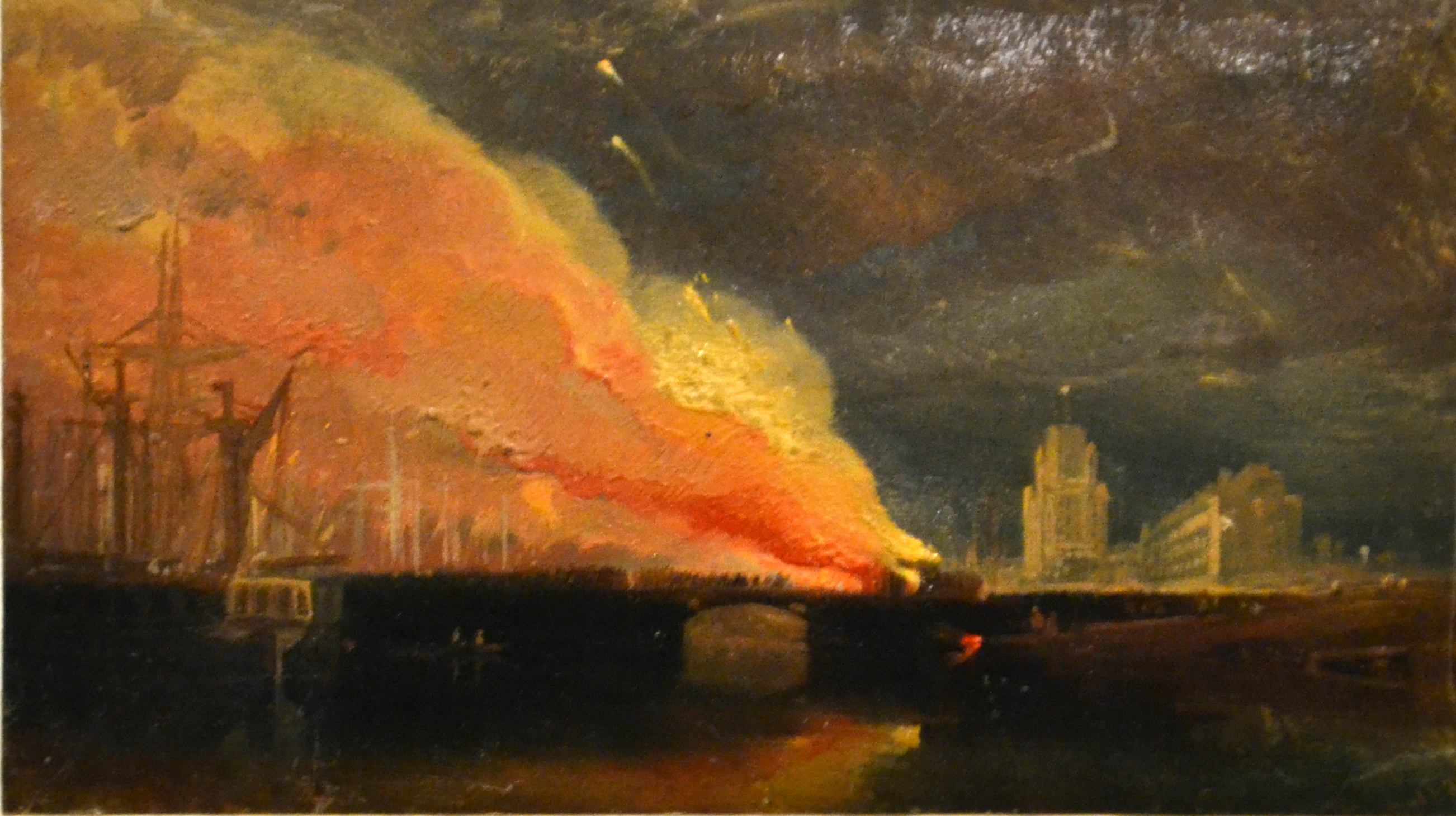
William James Müller, Les émeutes de Bristol. L'incendie des postes de péage sur le pont Prince Street avec St Mary Redcliffe v. 1831, huile sur papier, Bristol, Museum and Art Gallery.
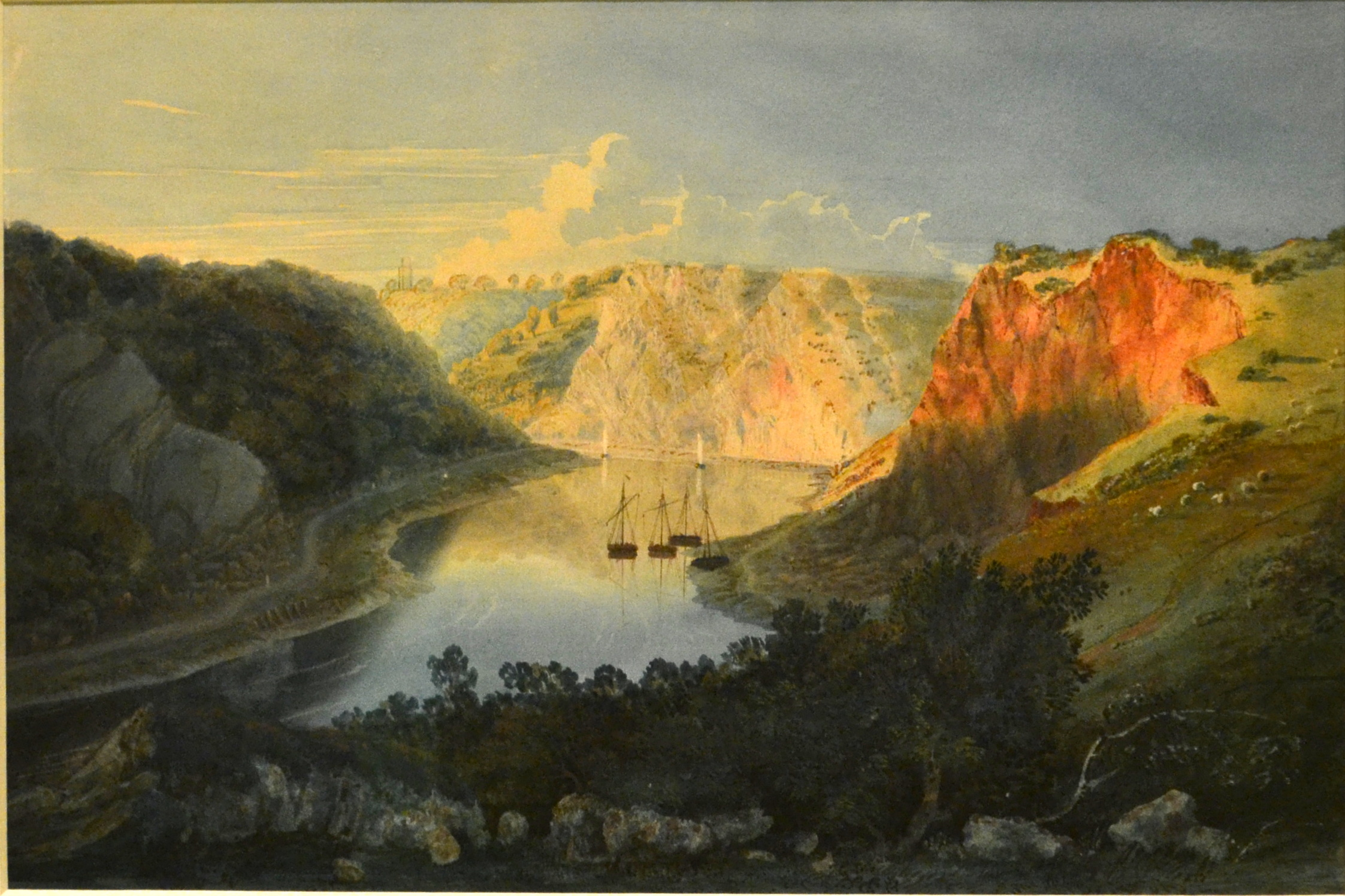
Samuel Jackson, Les Gorges de la rivière Avon au coucher du soleil v. 1825, aquarelle et gouache sur papier, Bristol, Museum and Art Gallery.
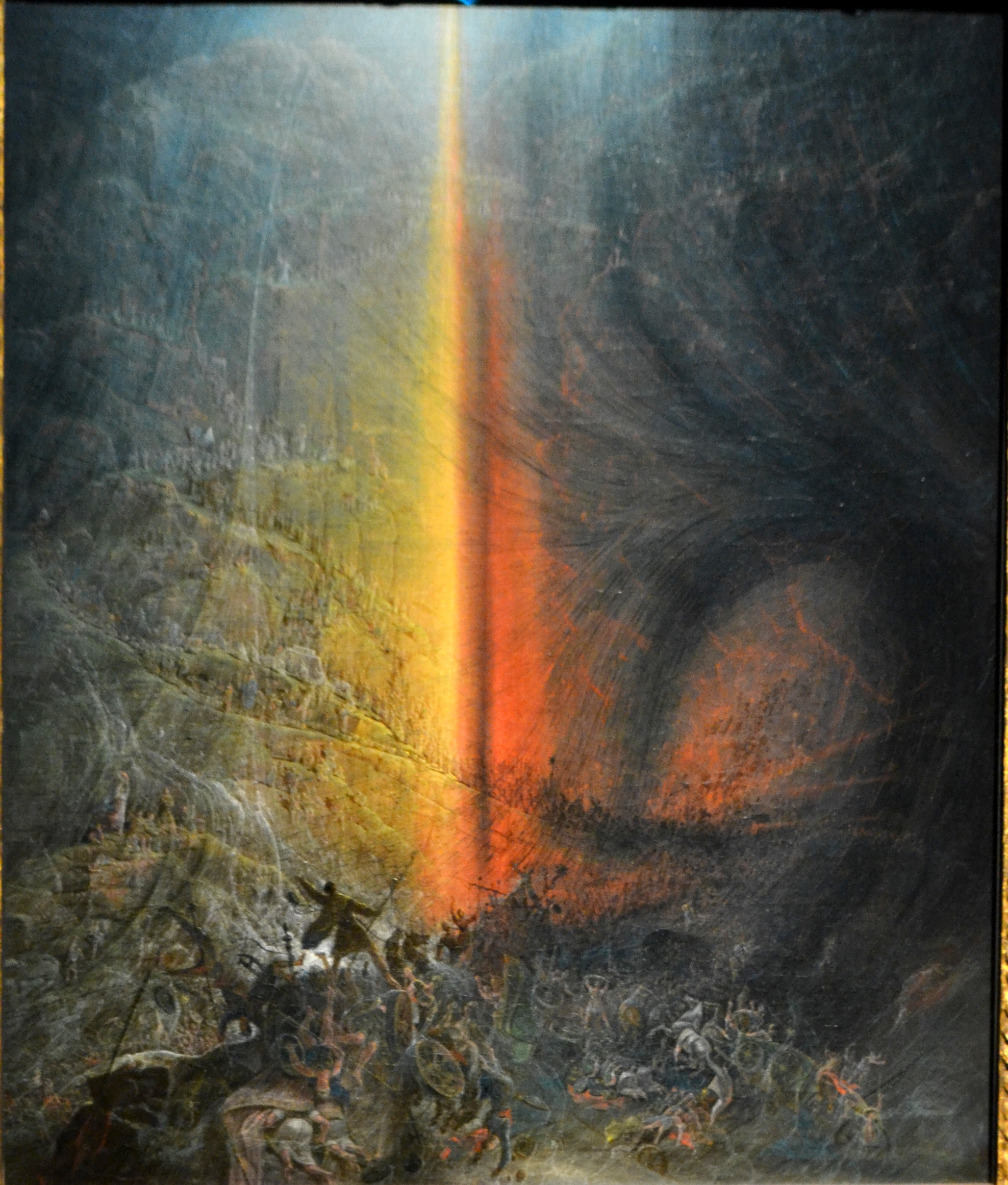
Samuel Colman, La destruction de l'armée du Pharaon v. 1830, huile sur toile, Bristol, Museum and Art Gallery.
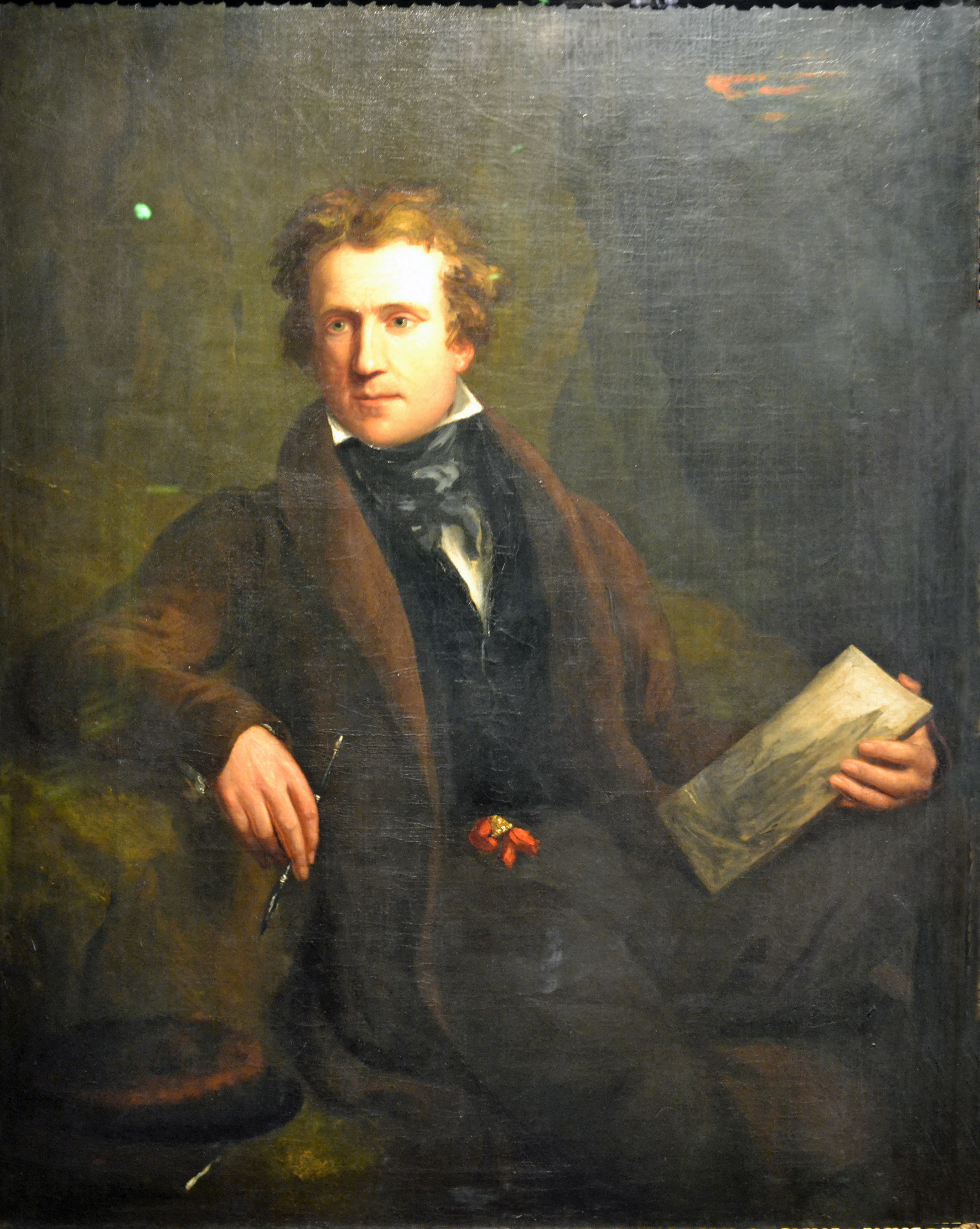
John King, Portrait de Francis Danby, 1828, huile sur toile, Bristol, Museum and Art Gallery.